# Lara Vukasović
Lara Vukasović (* 10. November 1994 in Fréjus) ist eine kroatische Volleyball-Nationalspielerin. Die Diagonalangreiferin spielt seit 2021 bei den Ladies in Black Aachen.

## Karriere
Vukasović ist die Tochter eines Basketballspielers und einer Volleyballspielerin. Wie ihre Mutter begann sie ihre Karriere bei HAOK Mladost Zagreb. Mit dem Verein gewann sie von 2009 bis 2011 dreimal hintereinander die kroatische Meisterschaft sowie 2010 und 2011 zusätzlich den nationalen Pokal. Von 2012 bis 2015 studierte sie an der University of California, Berkeley und spielte in der Universitätsmannschaft Bears. 2017 wechselte die Diagonalangreiferin zum französischen Erstligisten Paris Saint-Cloud. In der Saison 2019/20 spielte die kroatische Nationalspielerin in der italienischen Liga bei Pomì Casalmaggiore. Danach wechselte sie zum rumänischen Erstligisten CSU Belor Galați. 2021 wurde sie vom deutschen Bundesligisten Ladies in Black Aachen verpflichtet.